# Spring Prairie (Wisconsin)
Spring Prairie es un pueblo ubicado en el condado de Walworth en el estado estadounidense de Wisconsin. En el Censo de 2010 tenía una población de 2.181 habitantes y una densidad poblacional de 23,51 personas por km².

## Geografía
Spring Prairie se encuentra ubicado en las coordenadas 42°42′31″N 88°22′5″O / 42.70861, -88.36806. Según la Oficina del Censo de los Estados Unidos, Spring Prairie tiene una superficie total de 92.78 km², de la cual 92.53 km² corresponden a tierra firme y (0.26%) 0.24 km² es agua.

## Demografía
Según el censo de 2010, había 2.181 personas residiendo en Spring Prairie. La densidad de población era de 23,51 hab./km². De los 2.181 habitantes, Spring Prairie estaba compuesto por el 97.66% blancos, el 0.41% eran afroamericanos, el 0.32% eran amerindios, el 0.23% eran asiáticos, el 0% eran isleños del Pacífico, el 0.41% eran de otras razas y el 0.96% pertenecían a dos o más razas. Del total de la población el 2.8% eran hispanos o latinos de cualquier raza.